# 樊少翁
樊少翁（?—?）。长安（今陕西省西安市）人，西汉大商人，经营豆豉。

## 生平
樊少翁从事商贾，以制作与经营豆豉致富，家财至巨万，为天下高訾（高赀，资财雄厚和富户），号称“长安豉”。南昌豆豉业所崇拜樊少翁为行业祖师神祇。据说南昌过去有一条古老的街道叫“豆豉厂”。街名的来历传说汉代商人樊少翁曾在这里开办过豆豉厂。江西是豆豉的著名产地，一些豆豉作坊，每到春节，都习惯在霉房门口挂着“先师樊少翁之神位”的牌子。农历每月的初一、十五日，还要顶礼膜拜，烧香祭祀。

## 同时代商人
- 王君房，长安人。汉元帝、汉成帝至王莽时，因经商在长安卖丹，成为巨富，家财累巨万，号称“长安丹”，名闻京师。
- 王孙卿